# Mollinedia stenophylla
Mollinedia stenophylla är en tvåhjärtbladig växtart som beskrevs av Janet Russell Perkins. Mollinedia stenophylla ingår i släktet Mollinedia och familjen Monimiaceae. Inga underarter finns listade i Catalogue of Life.